# GZMK
GZMK (англ. Granzyme K) – білок, який кодується однойменним геном, розташованим у людей на короткому плечі 5-ї хромосоми.  Довжина поліпептидного ланцюга білка становить 264 амінокислот, а молекулярна маса — 28 882.
| 10         |  | 20         |  | 30         |  | 40         |  | 50         |
| ---------- |  | ---------- |  | ---------- |  | ---------- |  | ---------- |
| MTKFSSFSLF |  | FLIVGAYMTH |  | VCFNMEIIGG |  | KEVSPHSRPF |  | MASIQYGGHH |
| VCGGVLIDPQ |  | WVLTAAHCQY |  | RFTKGQSPTV |  | VLGAHSLSKN |  | EASKQTLEIK |
| KFIPFSRVTS |  | DPQSNDIMLV |  | KLQTAAKLNK |  | HVKMLHIRSK |  | TSLRSGTKCK |
| VTGWGATDPD |  | SLRPSDTLRE |  | VTVTVLSRKL |  | CNSQSYYNGD |  | PFITKDMVCA |
| GDAKGQKDSC |  | KGDSGGPLIC |  | KGVFHAIVSG |  | GHECGVATKP |  | GIYTLLTKKY |
| QTWIKSNLVP |  | PHTN       |  |            |  |            |  |            |

A: Аланін

C: Цистеїн

D: Аспарагінова кислота

E: Глутамінова кислота

F: Фенілаланін

G: Гліцин

H: Гістидин

I: Ізолейцин

K: Лізин

L: Лейцин

M: Метіонін

N: Аспарагін

P: Пролін

Q: Глутамін

R: Аргінін

S: Серин

T: Треонін

V: Валін

W: Триптофан

Кодований геном білок за функціями належить до гідролаз, протеаз, серинових протеаз. 
Секретований назовні.